# Alain Sutter
Alain Sutter (født 22. januar 1968 i Bern, Schweiz) er en tidligere schweizisk fodboldspiller, der spillede som midtbanespiller. Han var på klubplan primært tilknyttet Grasshoppers i hjemlandet, men havde også ophold hos blandt andet FC Nürnberg, Bayern München og SC Freiburg i Tyskland.
Sutter spillede mellem 1985 og 1996 68 kampe og scorede fem mål for det schweiziske landshold. Han repræsenterede sit land ved VM i 1994 i USA.